# Pril
Pril — марка средств для мытья посуды немецкой фирмы Henkel, основанная в 1951 году.

## История
Средство Pril было разработано в 1951 году дочерней компанией Henkel (ранее Chemnitz) «Böhme Fettchemie GmbH» в качестве первого синтетического моющего средства. Первоначально средство вышло на рынок в виде порошка. От предыдущих жидкостей для мытья посуды Pril отличается тем, что не содержит соды и обладает особенно высокой способностью растворять жир. Утка Прил (нем. Pril-Ente) — рекламная фигура, созданная Гербертом Лойпеном в 1952 году.
В 1959 году жидкое средство Pril появилось на рынке в круглой синей бутылке, которую ещё в 1960 году заменила характерная плоская бутылка, разработанная Гюнтером Купецом. С 1972 по 1984 год и в 2015 году на бутылках Pril находились декоративные наклейки «Prilblumen», которые состояли из цветов, стилизованных под круглые сегменты в типичных цветовых сочетаниях 1970-х годов.
В 1992 году Pril Supra стал первым концентратом моющего средства, продающимся на немецком рынке.